# 国道113号

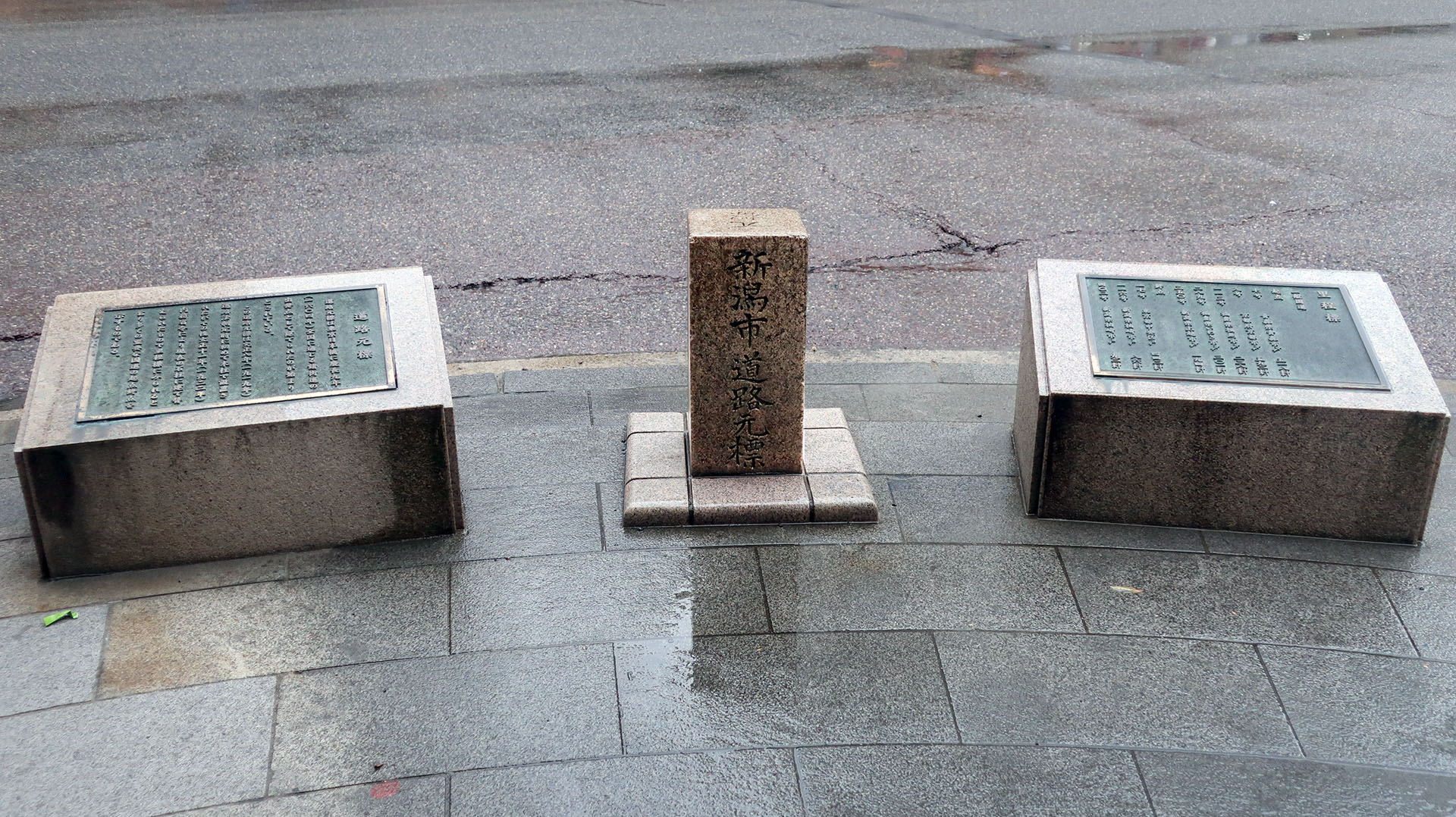
国道113号起点
新潟県新潟市中央区
本町交差点の「新潟市 道路元標」

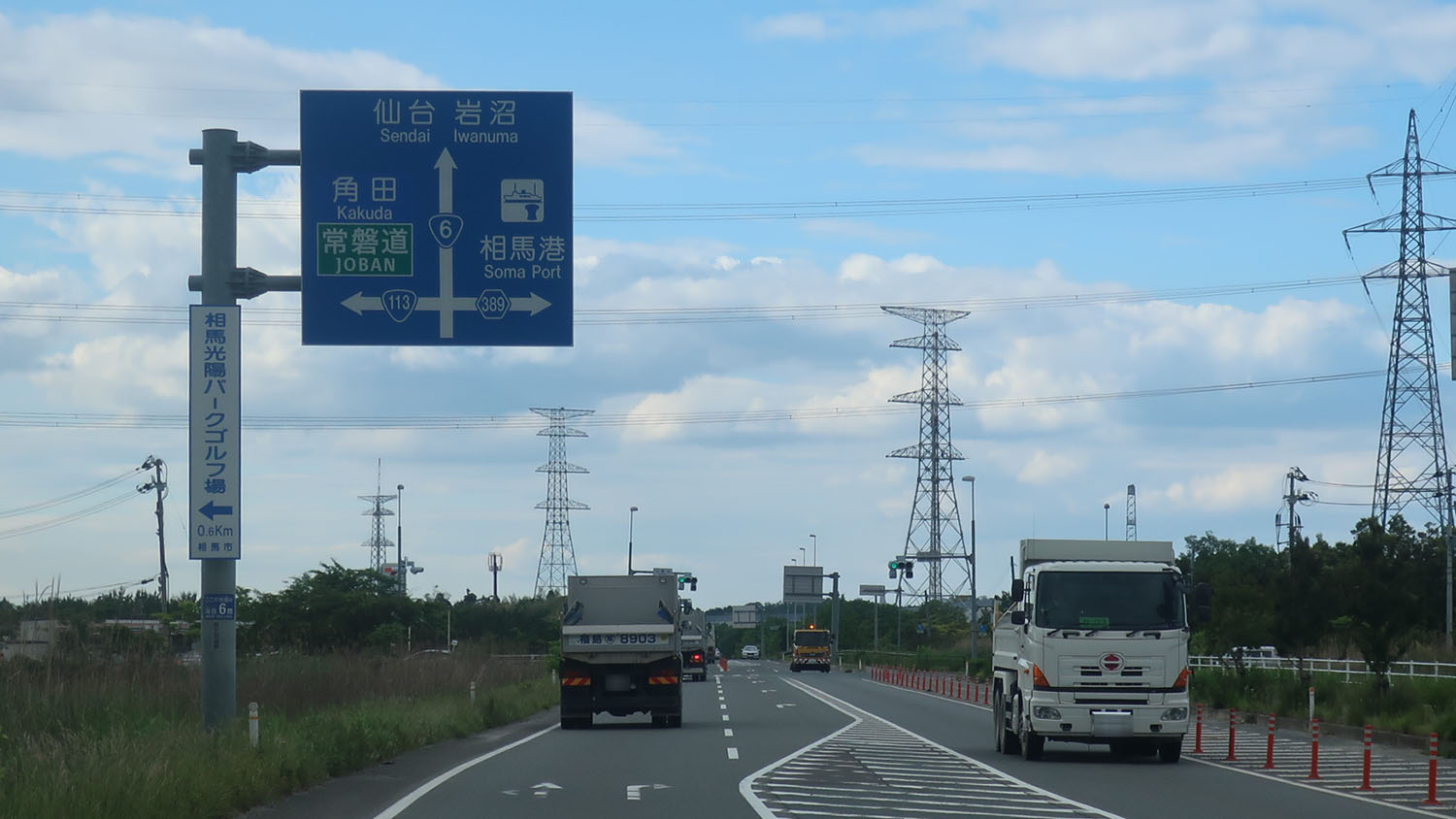
国道113号終点
福島県相馬市 光陽北交差点

国道113号（こくどう113ごう）は、新潟県新潟市中央区から新潟県村上市、山形県南陽市、宮城県白石市を経由して、福島県相馬市に至る一般国道である。

## 概要
高規格バイパス道路も各所で開通し、国道49号・国道115号・国道121号と並ぶ仙台・山形 - 新潟間の重要幹線道路である。

### 路線データ
一般国道の路線を指定する政令に基づく起終点および重要な経過地は次のとおり。
- 起点：新潟市（中央区、本町交差点 = 国道7号・国道8号・国道289号・国道350号起点、国道17号・国道116号・国道402号終点）
- 終点：相馬市（光陽北交差点 = 国道6号交点）
- 重要な経過地：豊栄市（横土居）[注釈 2]、新潟県北蒲原郡中条町[注釈 3]、同県岩船郡荒川町[注釈 4]、同郡関川村、長井市、南陽市、山形県東置賜郡高畠町、宮城県刈田郡七ヶ宿町、白石市、角田市、宮城県伊具郡丸森町
- 総延長 : 232.5 km（宮城県 76.2 km、山形県 70.0 km、福島県 7.8 km、新潟県 56.5 km、新潟市 22.0 km）重用延長を含む。[2][注釈 5]
- 重用延長 : 2.5 km（宮城県 - km、山形県 1.5 km、福島県 - km、新潟県 - km、新潟市 0.9 km）[2][注釈 5]
- 実延長 : 230.0 km（宮城県 76.2 km、山形県 68.5 km、福島県 7.8 km、新潟県 56.5 km、新潟市 21.1 km）[2][注釈 5]
  - 現道 : 217.6 km（宮城県 76.2 km、山形県 61.8 km、福島県 4.9 km、新潟県 56.5 km、新潟市 18.2 km）[2][注釈 5]
  - 旧道 : 0.7 km（宮城県 - km、山形県 0.7 km、福島県 - km、新潟県 - km、新潟市 - km）[2][注釈 5]
  - 新道 : 11.7 km（宮城県 - km、山形県 6.0 km、福島県 2.9 km、新潟県 - km、新潟市 2.9 km）[2][注釈 5]
- 指定区間：
  - 新潟市中央区本町通七番町1054番2 - 同区万代三丁目2452番9（国道7号などと重複する区間）
  - 村上市坂町字笹谷3528番3 - 山形県東置賜郡高畠町大字深沼字舟入1626番3（十文字交差点＝国道7号交点 - 深沼交差点＝東北中央自動車道南陽高畠IC）
※長井市今泉字八景2763番1 - 南陽市和田字深田3536番1（梨郷道路に並行する現道）を除く。[3]

## 歴史

### 年表
- 1953年（昭和28年）5月18日 - 二級国道113号新潟山形線（新潟市 - 山形市）として指定施行[4]。
- 1965年（昭和40年）4月1日 - 道路法改正により、一級・二級区分が廃止されて一般国道113号として指定施行。
- 1967年（昭和42年）8月 - 羽越水害のため甚大な被害を被る。災害復旧・改築事業を国直轄で施行[5]。
- 1970年（昭和45年）4月1日 - 終点側の南陽市から先の経路を相馬市に変更し、一般国道113号（新潟市 - 相馬市）として指定施行[6]。
- 1993年（平成5年）4月1日 - 新潟市 - 新潟県岩船郡荒川町（現村上市）の経路を、国道7号と重複する経路から国道345号と重複する海沿いの経路に変更する[7]。
- 1997年（平成9年）9月 - 山形県東置賜郡高畠町 - 宮城県刈田郡七ヶ宿町間の二井宿道路が開通。
- 1999年（平成11年）頃 - 福島潟放水路河口部の開削事業に伴い、国道7号新新バイパス豊栄IC- 東港IC間を横土居バイパスが開通するまで、暫定的に指定。

- 2012年（平成24年）
  - 3月29日 - 横土居バイパスが開通。これに伴い、国道7号の暫定指定区間が解除された。
  - 5月31日 - 宮城県伊具郡丸森町の丸森大橋を含む舘矢間バイパスが開通[8]。
- 2013年（平成25年）4月2日 - 新潟市東区下山交差点 - 新潟市北区神谷内北交差点の経路を、新潟県道17号新潟村松三川線（通称「新潟空港アクセス道路」）を経てござれや阿賀橋を通過する経路に変更する[9]。
- 2019年（令和元年）4月1日 - 赤湯バイパスに並行する南陽市和田字深田 - 南陽市赤湯字川尻の現道区間6.3 kmが国土交通省から山形県に移管され、国道113号から国道399号に変更される[10]。
- 2022年（令和4年）8月4日 - 令和4年8月豪雨のため、村上市 - 飯豊町の各所で土砂災害、法面や路肩の崩壊が発生し、最長で約62時間通行止めとなった[11][5]。
- 2025年（令和7年）4月1日 - 梨郷道路に並行する、長井市今泉字八景 - 南陽市和田字深田の現道区間7.6 kmが国土交通省から山形県に移管される。名称は113号のまま[12]

。

### 旧道
- 新潟市東区下山（下山交差点） - 新潟市北区神谷内（神谷内北交差点）：新潟県道17号新潟村松三川線
- 新潟市北区白勢町 - 新潟市北区横土居（太郎代交差点）：新潟県道204号島見新発田線
- 新潟市北区笹山 - 新潟市北区木崎（豊栄IC）：新潟県道46号新潟中央環状線
- 新潟市北区木崎（豊栄IC) - 北蒲原郡聖籠町大字藤寄（東港IC）：国道7号〈新新バイパス〉
- 北蒲原郡聖籠町大字藤寄（東港IC） - 新潟市北区横土居：新潟県道556号新潟東港線
- 胎内市荒井浜（荒井浜交差点） - 胎内市大出（乙中学校前交差点）：新潟県道508号荒井浜黒川線
- 胎内市大出（乙中学校前交差点） - 胎内市乙（乙交差点）：新潟県道3号新潟新発田村上線
- 胎内市乙（乙交差点） - 胎内市長政：新潟県道402号樽ヶ橋長政線
- 関川村大字下関（越後下関駅前交差点） - 関川村大字下関地内：新潟県道273号大栗田越後下関停車場線
- 関川村大字下関（越後下関駅前交差点） - 関川村大字上関（上関交差点）：新潟県道272号黒俣越後下関停車場線
- 小国町小国小坂町：小国町道・山形県道261号五味沢小国線　[14]
- 南陽市和田字深田（竹原交差点） - 南陽市赤湯字川尻：国道399号
- 白石市字亘理町 - 白石市郡山字雨ケ作 ：（宮城県道108号白石停車場線終点より長町交差点を左折、郡山橋東部まで。）

## 路線状況

### 通称
- 東港線（ボトナム通り）
- 新潟飛行場道路（空港通り）
- 新潟空港アクセス道路
- 荒川道路
- 小国街道（米沢街道）
- 七ヶ宿街道（羽州街道）

### バイパス
ここでは、旧道が国道指定を外れ、本線となっている路線は「細字」、旧道が本線である路線は「太字」で記述する。
- 新潟県
  - 東港線バイパス（新潟市東区長者町（紡績角交差点 - 長者町交差点） - 新潟市中央区沼垂西三丁目）：萬代橋方面のみ開通。
  - 山の下東港線（新潟市東区東新町 - 新潟市北区神谷内 - 北蒲原郡聖籠町東港）：新潟市の都市計画道路。現在東新町 - 同区津島屋間を市道として、津島屋 - 神谷内間、笹山東 - 東港間を国道113号として供用中。
  - 横土居バイパス（新潟市北区笹山東 - 同区横土居）
  - 乙バイパス（胎内市桃崎浜 - 村上市南新保）
  - 荒川道路（村上市南新保 - 村上市坂町）
  - 関川バイパス（岩船郡関川村土沢 - 岩船郡関川村上関）
  - 鷹ノ巣道路（未開通）（岩船郡関川村大字荒川台 - 岩船郡関川村大字片貝）
  - 小国道路（未開通）（岩船郡関川村大字金丸 - 山形県西置賜郡小国町大字松岡）
- 山形県
  - 落合改良（西置賜郡小国町大字沼沢 - 西置賜郡飯豊町手ノ子）
  - 添川バイパス（西置賜郡飯豊町松原 - 長井市今泉）
  - 梨郷道路（長井市大字今泉 - 南陽市大字竹原）
  - 赤湯バイパス（南陽市竹原 - 東置賜郡高畠町大字深沼）
  - 二井宿道路（東置賜郡高畠町二井宿 - 宮城県刈田郡七ヶ宿町字湯原山国有林）
- 宮城県
  - 苗振バイパス（白石市小原）
  - 舘矢間バイパス（伊具郡丸森町舘矢間 - 伊具郡丸森町新町）
- 福島県
  - 相馬バイパス（相馬郡新地町駒ケ嶺 -  相馬市光陽三丁目)

### 重複区間
- 国道7号・国道8号・国道17号（新潟県新潟市中央区本町通七番町・本町交差点（起点） - 新潟市中央区万代三丁目・東港線十字路交差点）
- 国道350号（新潟県新潟市中央区本町通七番町・本町交差点（起点） - 新潟市中央区万代三丁目・三和町交差点）
- 国道345号（新潟県新潟市中央区万代三丁目 - 胎内市桃崎浜）
- 国道290号（新潟県岩船郡関川村大字大島・高田橋入口交差点 - 岩船郡関川村大字土沢）
- 国道399号（山形県南陽市赤湯字川尻 - 東置賜郡高畠町高畠）
- 国道349号（宮城県角田市錦町 - 伊具郡丸森町丸森橋）

### 道路施設

#### 橋梁
- 新潟県
  - 山ノ下橋（新潟市東区竜が島一丁目 - 末広町、通船川）
  - ござれや阿賀橋（新潟市東区津島屋 - 北区名目所、阿賀野川）
  - 笹山大橋（新潟市北区笹山東 - 笹山、福島潟放水路）
  - 東港大橋（北蒲原郡聖籠町大字蓮野、新発田川放水路）
  - 次第浜橋（北蒲原郡聖籠町大字次第浜、加治川）
  - 藤村橋（新発田市藤塚浜、落堀川）
  - 胎内大橋（胎内市笹口浜 - 荒井浜、胎内川）
  - 乙宝橋（胎内市乙 - 村上市南新保、乙大日川）
  - 切手橋（岩船郡関川村土沢 - 大字大島、鍬江沢川）
  - 新川口橋（岩船郡関川村大字上関 - 下川口、大石川）
  - 八ツ口大橋（岩船郡関川村片貝 - 八ツ口、荒川）
  - 金丸大橋（岩船郡関川村金丸、荒川）
- 山形県
  - 中野橋（西置賜郡小国町小渡、荒川）
  - 向大沢橋（西置賜郡小国町小渡 - 小国小坂町、荒川）
  - 横根橋（西置賜郡小国町小国小坂町 - 小渡、荒川）
  - 赤芝橋（西置賜郡小国町小渡 - 小国小坂町、荒川）
  - 幸来橋（東置賜郡川西町 - 南陽市、最上川）
  - 金蓋橋（東置賜郡高畠町）
- 宮城県
  - 小梁川橋（刈田郡七ヶ宿町）
  - 新小原大橋（白石市、白石川）
  - 丸森大橋（伊具郡丸森町、阿武隈川）
- 福島県
  - 大沢橋
    - 全長：85.8m
    - 幅員：8.0m
    - 竣工：1973年[15]
    - 新地町駒ケ嶺字大沢北にて二級水系立田川を渡る。橋上は上下対向2車線で供用され、歩道は設置されていない。屈曲する立田川に沿う旧道を一直線に短絡するルートを取る。

  - 鴻ノ巣橋（支線）
    - 全長：19.8 m
    - 幅員：7.0（8.5） m
    - 形式：PC単純プレテンT桁橋
    - 竣工：2011年
    - 施工：渡辺興業
    - 新地町駒ケ嶺字桜下から字鴻ノ巣に跨り、二級水系立田川を渡る。橋上は上下対向2車線で供用されている。新地インターチェンジの料金所とを結ぶアクセス道路が当国道の支線として整備されるのに伴い、地域活力基盤創造事業として2010年度（平成22年度）に着手された。途中東日本大震災の影響を受けたが、同年8月に竣工した。総工費は5900万円[16]。

  - 駒ケ嶺跨線橋
  - 地蔵川橋

#### トンネル
- 新潟県
  - 鷹ノ巣トンネル（岩船郡関川村楢木新田 - 岩船郡関川村大内渕）
  - 片貝トンネル（岩船郡関川村大内渕 - 岩船郡関川村片貝）
  - 荒谷トンネル（岩船郡関川村片貝 - 岩船郡関川村金丸）
  - 龍ノ髭トンネル（岩船郡関川村八ツ口）
- 山形県
  - 横根トンネル（西置賜郡小国町大字小渡 - 西置賜郡小国町大字小国小坂町 - 西置賜郡小国町大字小渡）
  - 朝篠トンネル（西置賜郡小国町大字朝篠 - 西置賜郡小国町大字伊佐領）
  - 遅越トンネル（西置賜郡小国町大字沼沢）
  - 新宇津トンネル（西置賜郡小国町沼沢 - 西置賜郡飯豊町手ノ子）：宇津峠をトンネルで通過する。
  - 田沢トンネル（東置賜郡高畠町二井宿）
  - 二井宿第一トンネル（東置賜郡高畠町二井宿）
  - 二井宿第二トンネル（東置賜郡高畠町二井宿）
- 宮城県
  - 西材木岩トンネル（刈田郡七ヶ宿町切通）
  - 東材木岩トンネル（白石市小原）
  - 西小原トンネル（白石市小原）
  - 小原温泉トンネル（白石市小原）
  - 小原5号トンネル（白石市小原）
  - 小原4号トンネル・小原3号トンネル（白石市小原）
  - 小原2号トンネル・小原1号トンネル（白石市小原）

#### 道の駅
- 新潟県
  - 関川（岩船郡関川村）
- 山形県
  - 白い森おぐに（西置賜郡小国町）
  - いいで（西置賜郡飯豊町）
  - たかはた（東置賜郡高畠町）
- 宮城県
  - 七ヶ宿（刈田郡七ヶ宿町）

## 地理

### 通過する自治体
- 新潟県
  - 新潟市（中央区 - 東区 - 北区） - 北蒲原郡聖籠町 - 新発田市 - 胎内市 - 村上市 - 岩船郡関川村
- 山形県
  - 西置賜郡小国町 - 西置賜郡飯豊町 - 東置賜郡川西町 - 長井市 - 東置賜郡川西町 - 南陽市 - 東置賜郡高畠町
- 宮城県
  - 刈田郡七ヶ宿町 - 白石市 - 角田市 - 伊具郡丸森町
- 福島県
  - 相馬郡新地町 - 相馬市

### 交差する道路
- 新潟県
  - 国道116号（国道289号等含む）（新潟市本町交差点）
  - 国道7号（国道8号・国道17号含む）（同東港線十字路）
  - 国道350号（同三和町交差点）
  - 国道345号（胎内市桃崎浜交差点）
  - E7 日本海東北自動車道 - 荒川胎内IC
  - 国道7号（村上市十文字交差点）
  - 国道290号（岩船郡関川村高田橋入口交差点、同村大字土沢）
- 山形県
  - 国道287号（長井市今泉、東置賜郡川西町西大塚）
  - 国道399号（南陽市和田字深田）
  - 国道13号（国道399号含む）（高畠町深沼）
  - E13 東北中央自動車道 - 南陽高畠IC
  - 国道399号（東置賜郡高畠町高畠）
- 宮城県
  - 国道4号（白石市新白石大橋南詰）
  - 隈西広域農道（角田市高倉舘東）
  - 国道349号（角田市錦町）
  - 国道349号（丸森町丸森橋）
- 福島県
  - E6 常磐自動車道 - 新地IC
  - 国道6号（相馬市光陽北交差点〈相馬バイパス〉）

### 主な峠
- 宇津峠（標高390m） : 山形県西置賜郡小国町 - 山形県西置賜郡飯豊町（落合改良）
- 二井宿峠（標高550 m） : 山形県東置賜郡高畠町 - 宮城県刈田郡七ヶ宿町（二井宿道路）
- 大沢峠（標高150 m） : 宮城県伊具郡丸森町 - 福島県相馬郡新地町

宇津峠、二井宿峠はいずれもトンネルで通過するため、厳密な意味での峠越えは大沢峠のみである。

## ギャラリー

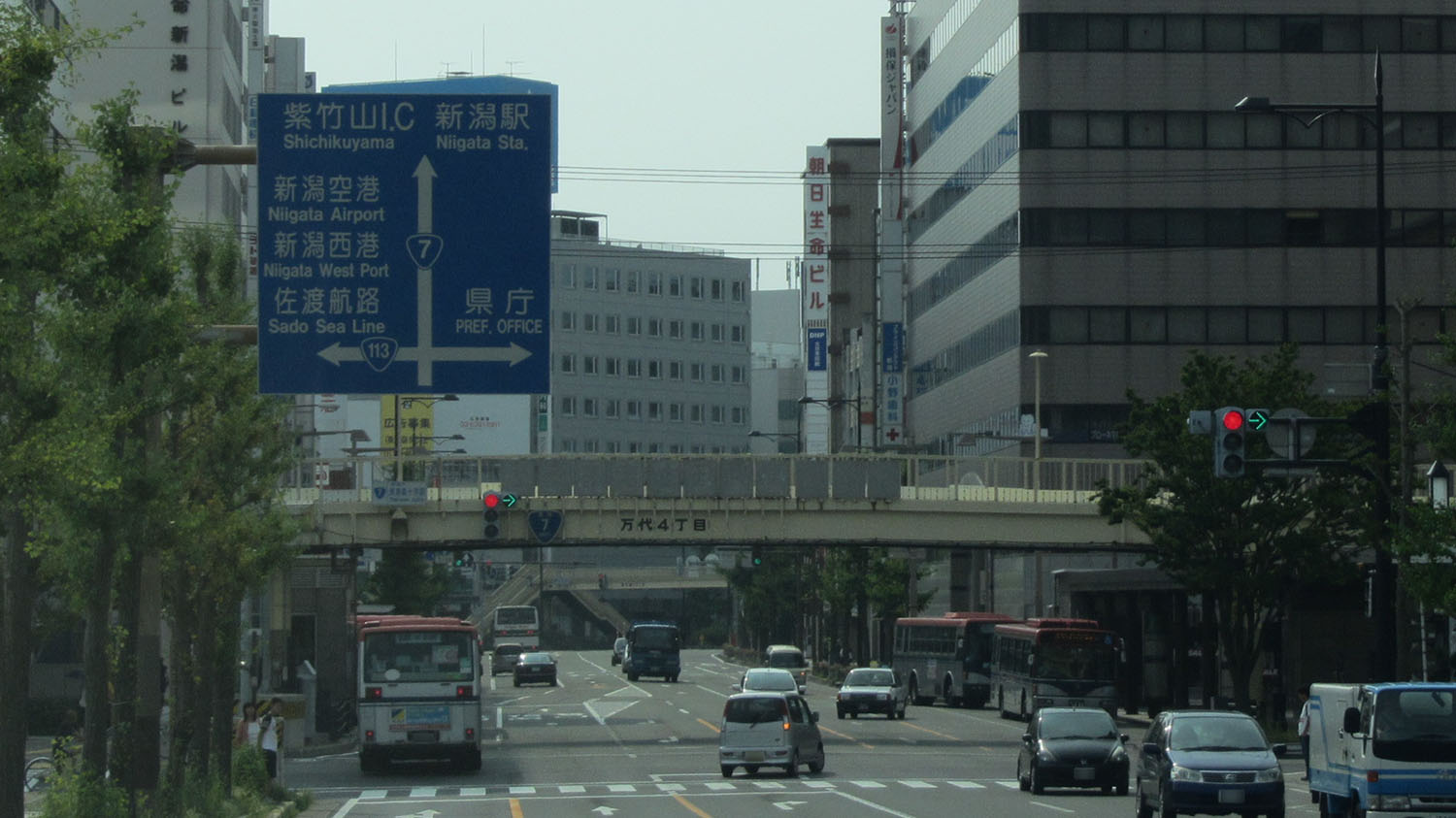
国道7号への分岐 新潟県新潟市中央区万代
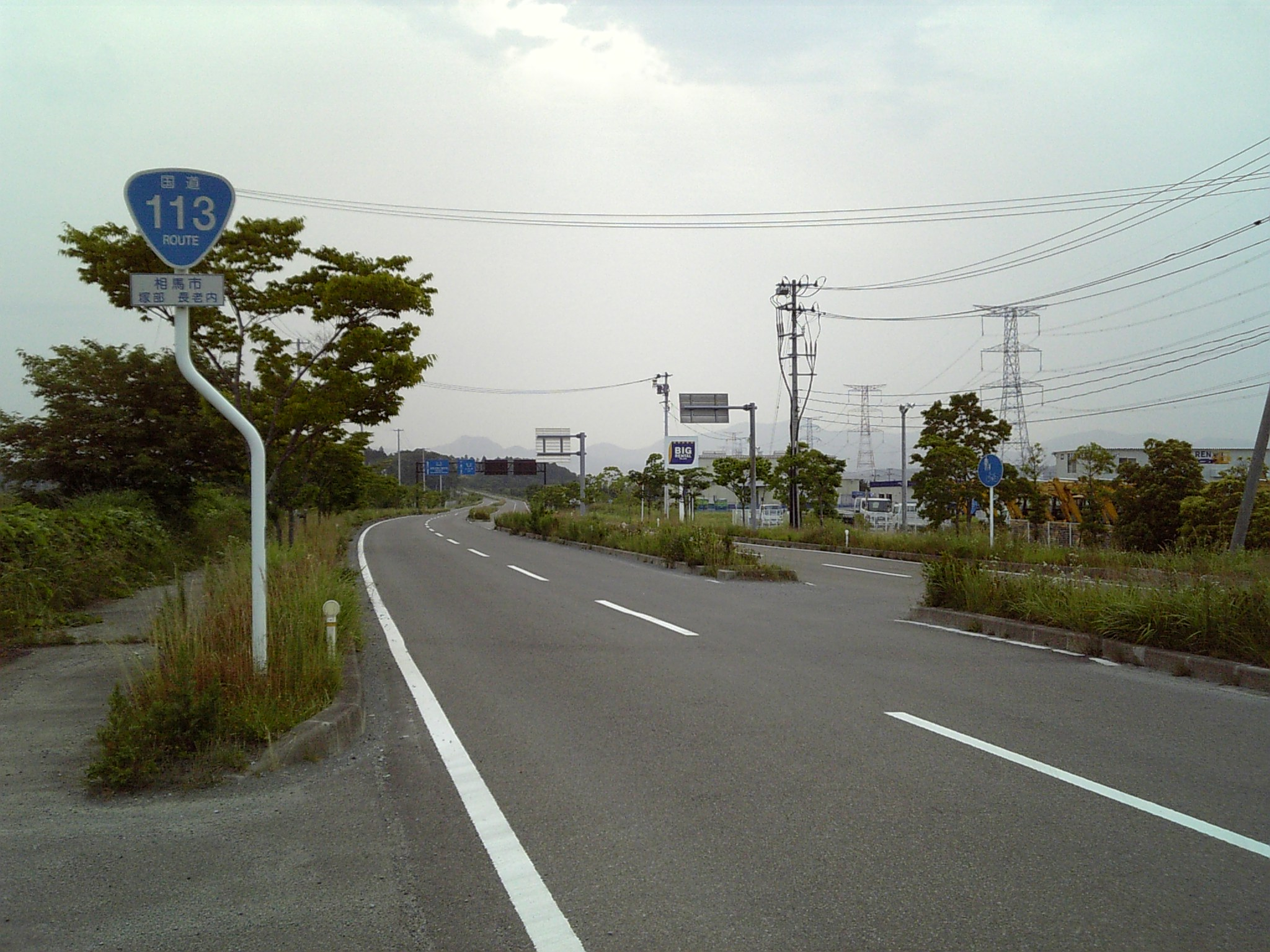
終点、相馬バイパス付近
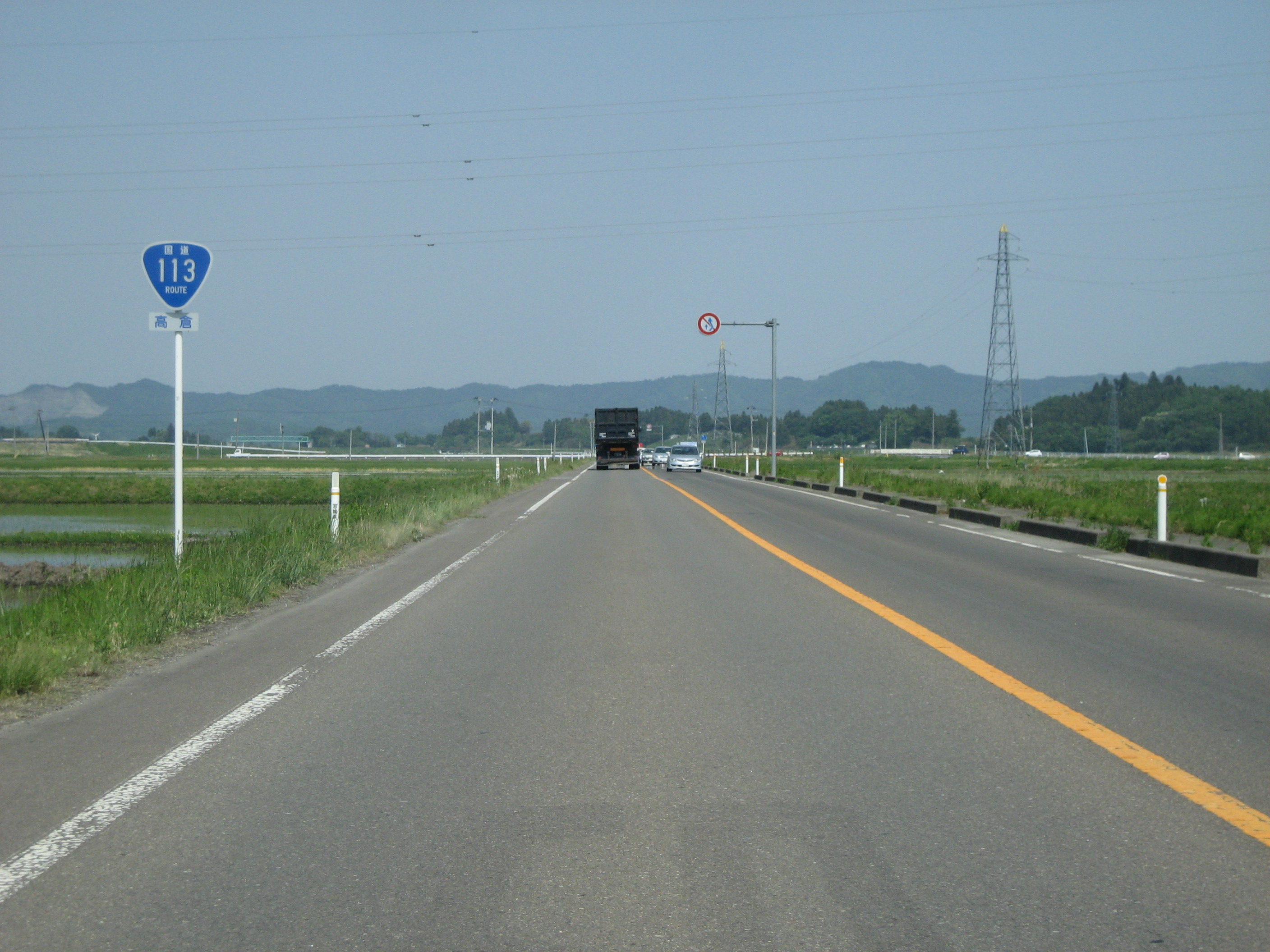
宮城県角田市高倉